# Serica serripes
Serica serripes är en skalbaggsart som beskrevs av Moser 1915. Serica serripes ingår i släktet Serica och familjen Melolonthidae. Inga underarter finns listade i Catalogue of Life.